# Harig knobbelsierkopje
Het harig knobbelsierkopje (Walckenaeria corniculans) is een spin die behoort tot de familie hangmatspinnen.
De vrouwtjes worden 2,6 tot 3 mm groot, de mannetjes 2,5 tot 2,8 mm. Het kopborststuk is helder roodachtig oranje waarvan de kop donkerder is. De poten zijn oranjegeel gekleurd. De opisthosoma zijn licht- tot donkergrijs. De soort leeft op de bodem van vochtige loofbossen. Ze komt voor in Europa en Noord-Afrika.